# 아주대학교병원
아주대학교병원(亞洲大學校 醫療院, Ajou University Hospital)은 경기도 수원시 영통구 월드컵로 164에 위치한 아주대학교의 부속 병원이다. 1986년에 의과대학 부속병원 설립계획안이 최초로 수립되었고, 1991년에 준공되었다. 2011년 기준으로 1,087병상을 갖추고 있다. 세계 수준의 메디컬 플라스마 기술, 아시아 최대 규모의 생체신호 데이터, 멀티오믹스-임상정보-약물유전체 통합분석기술 등을 보유하고 있다.

## 연혁
- 1994년 6월 병원 진료개시
- 1994년 9월 병원 개원

## 설립이념
- 첫째 국민보건 향상과 지역사회 발전에 기여
- 둘째 우수한 의료인력을 양성
- 셋째 양질의 의료서비스를 제공
- 넷째 지역사회 의료발전의 중추적 역할 담당

## 조직

### 아주대학교병원
병원장
- 진료부원장
  - 내과부
  - 외과부
  - 암센터
- 교육인재개발부원장
  - 교육수련부
- 행정부원장
- 간호본부
- 치과병원

## 권역응급의료센터
경기서남권역응급의료센터로 지정되어, 한림대학교 성심병원과 공동으로 경기도 수원시, 안산시, 오산시, 화성시, 안양시, 과천시, 군포시, 의왕시를 관할한다.

## 권역외상센터
경기남부권역외상응급의료센터로 지정되어, 경기도 남부권역을 관할한다. 이국종이 센터장을 맡고 있으며, 주로 경기도 특수대응단 소속 소방헬기로 환자를 이송한다. 이러한 노력으로 아주대학교병원 권역외상센터의 예방가능 사망률을 9%대로 낮췄다.

## 참고 문헌
- 《아주대학교 요람》, 2011년.